# 兎形目
兎形目（とけいもく、Lagomorpha）は、哺乳綱に分類される目。別名兎目、ウサギ目。

## 分布
北半球を中心に、南極大陸や離島を除く世界中の陸地に分布している。オーストラリア大陸やマダガスカル島には元々は生息していなかった。

## 形態
全身は柔らかい体毛で被われる。耳介は大型で、本目内では耳介があまり発達しないナキウサギ科でも他の哺乳綱の分類群と比較すると大型。
眼は頭部の上部側面にあり、広い視野を確保することができる。鼻には縦に割れ目があり、上部の皮膚を動かすことで鼻孔を開閉することができる。門歯は発達し、一生伸びつづける。上顎の門歯の裏側に、楔形の門歯がある。盲腸は長い。

## 分類
目名Lagomorphaは、古代ギリシャ語で「ウサギ型」を意味する語に由来する。「(λαγος (lagos) + μορφή (morphē)」からきている。つまり、「ウサギ目」は（たとえばネコ目などと違い）1980年代以前から使われている翻訳語である（ただし古くは兎目と書くこともあった）。
始新世前期の約5千万年前に出現したと考えられている。門歯が伸びつづける事から以前は齧歯目の重歯亜目Duplicidentataに含まれていたが、上顎門歯の裏側にある楔形門歯などの特徴から独立した目として本目が分割された。齧歯目（単歯類）との類似性は収斂進化によるものとされていたが、化石記録からこれらの目がグリレス類という単系統群を構成することが支持されている。
化石群としてはエウリミルス科Eurymylidaeやミモトナ科Mimotonidaeを本目に含める説もあった。エウリミルス科は楔形門歯を持たないという現生群と異なる特徴があり、のちに原始的な単歯類とみなされている。ミモトナ科は重歯類とされるが、独立したミモトナ目Mimotonidaとして本目から分割する説もある。

以下の分類は、Hoffmann & Smith (2005) に従う。和名は川田ら (2018) に従う。
- ウサギ科 Leporidae
- ナキウサギ科 Ochotonidae
- †サルデーニャウサギ科 Prolagidae

## 生態
草原、半砂漠地帯、熱帯雨林、雪原、岩場などの様々な環境に生息する。
食性は植物食で、草本、木の葉、樹皮、果実などを食べる。一方で陸棲の巻貝や昆虫を食べる種もいる。一部の栄養素を摂取するため軟便を食物と一緒に胃で攪拌し、再び腸から栄養を摂取する。
繁殖様式は胎生。繁殖力が強く、交尾によって排卵（誘導排卵）する。出産して直後に妊娠する（出産後妊娠）ことが可能で、一部の種では妊娠中に、再び妊娠する（重複妊娠）ことも可能である。妊娠期間も短く、30 - 40日。

## 人間との関係
生息地では食用とされることもあり、食用に養殖されることもある。
アナウサギはペットとして飼育される事もあり（カイウサギ）、小型種のネザーランド・ドワーフなど、数多くの品種が作り出されている。アナウサギは人為的に世界各地に移入され、各地の植生を破壊したり移入先に分布する動物の競合などが問題となっている。開発による生息地の破壊などにより生息数が減少している種もいる。